# Mathias Coureur
Mathias Coureur (Fort-de-France, 22 marzo 1988) è un ex calciatore francese, di ruolo centrocampista.

## Carriera

### Nazionale
Esordisce con la nazionale martinicana il 7 luglio 2013 durante la Gold Cup, entrando nei minuti finali dell'incontro vinto 1-0 contro il Canada. Il primo gol in nazionale arriva il 4 settembre 2014, nelle qualificazioni alla Coppa dei Caraibi contro Bonaire, match vinto dai martinicani per 6-0.

## Statistiche

### Cronologia presenze e reti in nazionale
| Cronologia completa delle presenze e delle reti in nazionale ― Martinica | Cronologia completa delle presenze e delle reti in nazionale ― Martinica | Cronologia completa delle presenze e delle reti in nazionale ― Martinica | Cronologia completa delle presenze e delle reti in nazionale ― Martinica | Cronologia completa delle presenze e delle reti in nazionale ― Martinica | Cronologia completa delle presenze e delle reti in nazionale ― Martinica | Cronologia completa delle presenze e delle reti in nazionale ― Martinica | Cronologia completa delle presenze e delle reti in nazionale ― Martinica |
| Data                                                                     | Città                                                                    | In casa                                                                  | Risultato                                                                | Ospiti                                                                   | Competizione                                                             | Reti                                                                     | Note                                                                     |
| ------------------------------------------------------------------------ | ------------------------------------------------------------------------ | ------------------------------------------------------------------------ | ------------------------------------------------------------------------ | ------------------------------------------------------------------------ | ------------------------------------------------------------------------ | ------------------------------------------------------------------------ | ------------------------------------------------------------------------ |
| 7-7-2013                                                                 | Pasadena                                                                 | Canada                                                                   | 0 – 1                                                                    | Martinica                                                                | Gold Cup 2013 - 1º turno                                                 | -                                                                        | 80’                                                                      |
| 12-7-2013                                                                | Seattle                                                                  | Panama                                                                   | 1 – 0                                                                    | Martinica                                                                | Gold Cup 2013 - 1º turno                                                 | -                                                                        | 76’                                                                      |
| 20-4-2014                                                                | Les Abymes                                                               | Guadalupa                                                                | 0 – 1                                                                    | Martinica                                                                | Amichevole                                                               | -                                                                        | 85’                                                                      |
| 4-9-2014                                                                 | Fort-de-France                                                           | Martinica                                                                | 6 – 0                                                                    | Bonaire                                                                  | Qual. Coppa dei Caraibi 2014                                             | 1                                                                        |                                                                          |
| 8-9-2014                                                                 | Fort-de-France                                                           | Martinica                                                                | 0 – 0                                                                    | Suriname                                                                 | Qual. Coppa dei Caraibi 2014                                             | -                                                                        | 64’                                                                      |
| 14-11-2014                                                               | Montego Bay                                                              | Martinica                                                                | 0 – 3                                                                    | Haiti                                                                    | Coppa dei Caraibi 2014 - 1º turno                                        | -                                                                        | 63’                                                                      |
| 8-10-2016                                                                | San Cristóbal                                                            | Rep. Dominicana                                                          | 1 – 2                                                                    | Martinica                                                                | Qual. Coppa dei Caraibi 2017                                             | 1                                                                        |                                                                          |
| Totale                                                                   |                                                                          | Presenze                                                                 | 7                                                                        |                                                                          | Reti                                                                     | 2                                                                        |                                                                          |

## Palmarès

### Club

#### Competizioni nazionali
- Coppa di Bulgaria: 1

Černo More Varna: 2014-2015
- Supercoppa di Bulgaria: 1

Černo More Varna: 2015